# 八字鬍
八字鬍是一種鬍鬚的款式，因其造型向外兩撇向上唇生長而得名。2010年3月4日，意大利电视节目《Lo Show dei Record》測量了一位印度男子的八字鬍，該男子的八字鬍長度達4.29米，是當時最长的八字鬍。